# Henri Vallot
Pour les articles homonymes, voir Vallot.
Guillaume Marie Henri Vallot, dit Henri Vallot, ingénieur français, est, au tournant des XIXe et XXe siècles, l'un des auteurs principaux de la cartographie détaillée du massif du Mont-Blanc. Il est né le 14 mai 1853, à Auteuil (France), et mort le 16 octobre 1922.

## Biographie

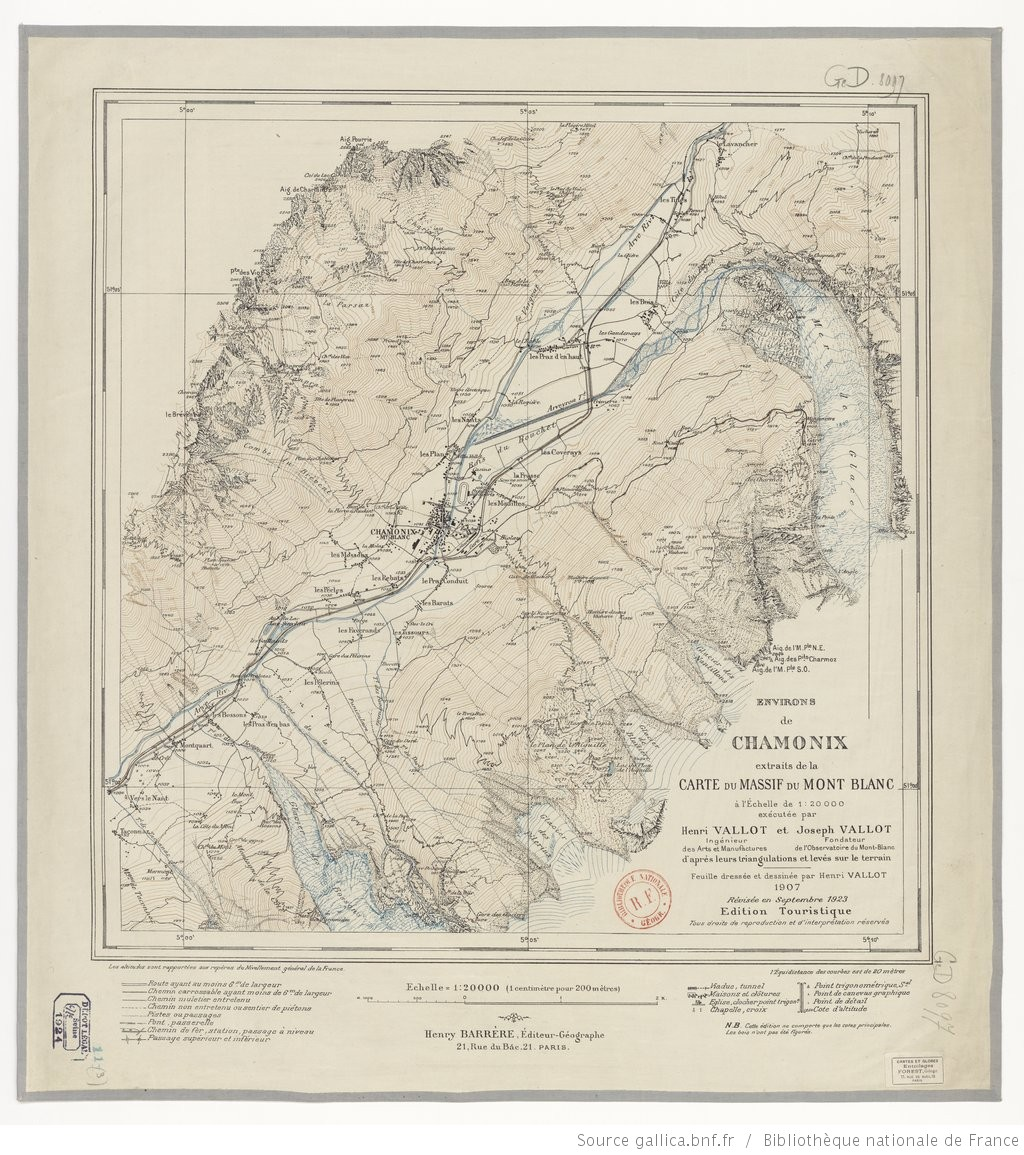
Feuile "Environs de Chamonix" de la carte du Mont-Blanc en 22 feuilles par Henri Vallot et Joseph Vallot - 1907.

Après l'obtention de son diplôme d'ingénieur de l’École centrale en 1876, son début de carrière lui fait découvrir la topographie et les techniques ferroviaires.
À partir de 1887, aux côtés de son cousin Henry Marie Joseph Vallot, dit Joseph Vallot (1854-1925), il participe à de nombreuses expéditions scientifiques visant l'amélioration de la cartographie du massif du Mont-Blanc. Ses compétences techniques, entre autres en instrumentation, seront précieuses pour mener à bien le relevé des 610 points de la triangulation du massif. Il en effectuera d'ailleurs lui-même plus de 500. Il sera ensuite le principal artisan de l'établissement de la carte au 1/20 000 en 22 feuilles, dont la publication complète sera assurée par son fils Charles.
À la demande de son cousin, il établit les plans d'un premier observatoire construit en juillet 1890, à 4 360 m d'altitude, sur l'enrochement le plus proche du sommet du mont Blanc, dans lequel une pièce était réservée aux scientifiques et une pièce mise à disposition des guides et de leurs clients. Plus tard, il réalise les plans d'un observatoire bâti en 1898 en contrebas du refuge. Vers la même époque, Joseph et Henri Vallot collaborent au projet de Saturnin Fabre de chemin de fer des Houches jusqu'au sommet du mont Blanc, projet auquel sera préféré celui du tramway du Mont-Blanc.
Lors de l'été 1892, les deux cousins font la connaissance du jeune Paul Helbronner (1871-1938), futur polytechnicien. Ils lui communiquent rapidement leur intérêt pour les activités scientifiques qu'ils mènent en montagne. Dès lors, presque chaque été, tous les trois se retrouvent ou se croisent. Henri Vallot est ainsi le principal formateur de Paul Helbronner aux techniques de relevés topographiques et de photographies de montagne, qui permettront à ce dernier de réaliser entre 1903 et 1938, la modélisation géodésique des Alpes françaises et de la Corse.
Membre du club depuis 1889, il est à partir de sa création en 1903, sur proposition d'Helbronner, l'actif secrétaire de la  Commission de topographie du Club alpin français, Il transmet son expérience aux alpinistes topographes qui se lancent dans l'aventure de la topographie privée dans les deux grands massifs montagneux français. Il publie divers manuels à destination des alpinistes topographes amateurs. Sous son impulsion, la Commission devient rapidement une référence auprès des géologues et des géographes opérant à l'étranger (Maroc, Pakistan, Spitsberg...). Rapporteur à la commission des travaux en montagne, il suit tous les projets de construction de refuges et établit des règles pour le tracé des sentiers et la signalisation en montagne.
Henri Vallot est nommé chevalier de la légion d'honneur le 14 août 1900.
Il meurt le 16 octobre 1922 et est inhumé au cimetière du Père-Lachaise (19e division).

## Œuvres
- Manuel de topographie alpine, par Henri Vallot, éd. Henri Barrère, 1904
- Instructions pratiques pour l’exécution des triangulations complémentaires en haute montagne, 1904
- Applications de la photographie aux levés topographiques en haute montagne (avec Joseph Vallot), 1907
- Carte du Mont Blanc à l'échelle 1:20000 par Henri et Joseph Vallot, éd. Henry Barrère, 1907, édition partielle
- Levés à la planchette en haute montagne, 1909
- Instructions techniques pour l’établissement des projets et pour l'exécution des travaux en montagne, La montagne, 1911